# Mal de amores (álbum)
Mal de amores es el segundo álbum de estudio de la cantante mexicana Sofía Reyes. Fue lanzado el 10 de febrero de 2022 por Warner Music Latina.
El álbum se caracteriza por el estilo clásico de Sofía, aunque tiene una variedad de ritmos entre urbano, pop, cumbia, ranchera, y otros ritmos internacionales. Asimismo el 10 de febrero de 2022, el álbum se estrenó junto al sencillo «Marte» junto a la cantante argentina María Becerra.
De este álbum, se desprenden sencillos como: «1, 2, 3», «R.I.P», «Idiota», «Mal de amores» entre otros. En este álbum, están incluidas las participaciones de Becky G, Jason Derulo, Rita Ora, Piso 21 y Pedro Capó entre muchos otros.

## Lista de canciones
| N.º | Título                                      | Duración |  |
| 1.  | «Mujer»                                     | 2:40     |  |
| 2.  | «Marte» (con María Becerra)                 | 3:38     |  |
| 3.  | «R.I.P.» (con Rita Ora y Anitta)            | 3:07     |  |
| 4.  | «Gallina»                                   | 2:29     |  |
| 5.  | «Échalo pa' ca» (con Darell y Lalo Ebratt)  | 3:42     |  |
| 6.  | «Pregunta loca»                             | 2:46     |  |
| 7.  | «Casualidad» (con Pedro Capó)               | 3:13     |  |
| 8.  | «La bachata»                                | 2:16     |  |
| 9.  | «Idiota»                                    | 3:25     |  |
| 10. | «1, 2, 3» (con Jason Derulo y De La Ghetto) | 3:21     |  |
| 11. | «Amigos» (con Adriel Favela y Danny Felix)  | 2:43     |  |
| 12. | «24/7» (con The Change)                     | 3:10     |  |
| 13. | «Cuando estás tú» (con Piso 21)             | 2:57     |  |
| 14. | «A tu manera (Corbata)» (con Jhay Cortez)   | 2:54     |  |
| 15. | «Limones»                                   | 2:56     |  |
| 16. | «Mal de amores» (con Becky G)               | 3:08     |  |
| 17. | «Palo santo»                                | 3:39     |  |